# VNV Nation
VNV Nation је ирско-британски електронски (синтпоп, ЕБМ, фјучрпоп) састав који ствара у немачком граду Хамбургу и до сада је објавио 7 студијских албума. Састав чине:
- певач,текстописац и аутор музике Ронан Харис, Ирац из Вексфорда
- бубњар Марк Џексон, Британац из Лондона

VNV у називу групе представља скраћеницу неке врсте мотоа тј. Победа не Освета (на енглеском Victory not Vengeance), чије се значење објашњава речима да појединац треба да настоји да нешто постигне, а не да седи у горком очајању.
Састав је настао 1990. године, када се Харис преселио из Даблина у Лондон. Први албум су објавили 1995. године, а у то доба се групи прикључио Џексон. Њихов трећи албум Empires је 1999. године током 7 седмица држао 1. место Немачке алтернативне листе (DAC) и касније је проглашен за албум године. Оба сингла са тог албума,Darkangel и Standing су се такође налазили на 1. месту међу сингловима, први током 5,а други током 8 седмица, што је уједно и најдуже време које неки сингл може да проведе на тој листи. Он је такође проглашен за најуспешнији сингл 2000. године по DACовој листи, а такође дели прво место међу најуспешнијим сингловима DACове листе икад.
Следећи студијски албум Futureperfect је достигао 25. место Немачке листе албума, а сингл Beloved са њега је достигао 60. место на истој листи синглова. Албум Matter and Form из 2005. године је достигао 1. место на DACовој листи, као и 7. односно 32. место на Билбордовим листама за електронску односно инди музику. Наредни албум Judgement се такође нашао на Билбордовим листама и то на 6. месту међу електронским и 28. на тзв. хитсикерс листи.
Последњи албум Of Faith, Power and Glory из 2009. године заузео је 186. место на Билбордовој листи Топ 200 албума, док је на осталим листама заузео 5. (за електронске албуме), 15. (за хитсикерс албуме) и 33. место (за инди албуме).

## Дискографија
- (1995)
- (1998)
- (1999)
- (2002)
- (2005)
- (2007)
- (2009)